# تكوين تو ميدسن
تكوين تو ميدسن هو تكوين جيولوجي، أو طبقة صخرية تشكلت بين 83.5 ± 0.7 و70.6 ± 3.4 مليون سنة مضت، خلال حقبة الكامباني من العصر الطباشيري المتأخر، ويقع بين الشمال الغربي لمونتانا وجنوب ألبرتا، ويتجلى شرق حزام جبال روكي. الجزء الغربي (سمكه حوالي 600 متر) من التكوين مطوي ومتصدع، في حين أن الجزء الشرقي الذي يرق سمكه في منطقة سويتغراس أرك في معظمه سهول غير مشوهة. تتواجد تحت التكوين الترسبات الساحلية (الشاطئية والخاصة بمنطقة المد والجزر) لتكوين فيرجيل ساندستون، وفوقه يتواجد تكوين بيربو البحري.
خلال حقبة الكامباني ترسب تكوين تو ميدسن بين الخط الساحلي الغربي للطريق الداخلي الخاص بالطباشيري المتأخر والهامش الشرقي المتقدم لحزام كورديليرن أوفرثراست. يتكون تكوين تو ميدسن في الغالب من ترسبات حجر رملي من الوديان والدلتات.